# Copa Votorantim de 2020
A Copa Votorantim de 2020, então denominada como Copa Brasil Infantil, foi a 25.ª edição deste evento esportivo, um torneio nacional de futebol masculino sub-15 organizado pela Prefeitura de Votorantim. 
O torneio compreendeu quatro distintas fases e envolveu a participação de um total de 16 clubes, ocorrendo no período de 17 a 26 de janeiro. A fase inicial consistiu na divisão dos participantes em quatro grupos, nos quais os clubes enfrentaram seus oponentes da mesma chave em partidas de turno único. Nas fases subsequentes, a determinação dos avançados para a fase seguinte baseou-se no resultado de partidas únicas, culminando na redução progressiva do número de clubes a cada fase até a disputa da final.
O título da edição foi conquistado pelo Avaí, que venceu a decisão contra o Red Bull Brasil pelo placar de 2 a 0. Este triunfo marcou o segundo título na história do clube neste torneio.

## Formato e participantes
A exemplo das edições anteriores, a edição de 2020 da Copa Votorantim foi disputada por 16 clubes, divididos em quatro grupos. A edição continuou desfalcada das principais equipes, como o maior campeão, o São Paulo, bem como os clubes do Rio de Janeiro e do Rio Grande do Sul. Por sua vez, o Santos retornou após ficar ausente desde 2015. Os grupos foram sorteados em 19 de dezembro de 2019.
| Federação      | Equipe                | Títulos  | Ref.  |
| -------------- | --------------------- | -------- | ----- |
| Goiás          | Atlético Goianiense   | —        | [ 4 ] |
| Goiás          | Goiás                 | —        | [ 4 ] |
| Goiás          | Vila Nova             | —        | [ 4 ] |
| Minas Gerais   | América Mineiro       | —        | [ 4 ] |
| Paraná         | Coritiba              | 1 (2012) | [ 4 ] |
| Paraná         | Paraná                | —        | [ 4 ] |
| Pernambuco     | Sport                 | —        | [ 4 ] |
| Santa Catarina | Avaí                  | 1 (2019) | [ 4 ] |
| Santa Catarina | Criciúma              | —        | [ 4 ] |
| Santa Catarina | Figueirense           | —        | [ 4 ] |
| São Paulo      | Ponte Preta           | —        | [ 4 ] |
| São Paulo      | Red Bull Brasil       | —        | [ 4 ] |
| São Paulo      | Reds Vinhedo          | —        | [ 4 ] |
| São Paulo      | Santos                | —        | [ 4 ] |
| São Paulo      | Seleção de Votorantim | —        | [ 4 ] |
| São Paulo      | Votoraty              | —        | [ 4 ] |

## Primeira fase
No geral, em três dos quatro grupos da fase inicial, observaram-se cenários semelhantes, onde o primeiro e o segundo colocados avançaram com pontuações idênticas. As posições foram então definidas pelos critérios de desempate, enquanto o terceiro colocado entrou na última rodada com algumas oportunidades de classificação.
No grupo B, Reds Vinhedo e Santos chegaram à última rodada com quatro pontos cada, enquanto o Vila Nova possuía três. Os clubes paulistas venceram seus jogos e se classificaram, com o Santos eliminando o Vila Nova em um confronto direto. No Grupo C, a situação foi um pouco diferente. O Avaí abriu seis pontos e garantiu a classificação antecipada. Enquanto isso, o Red Bull Brasil, com três pontos, e Sport e Coritiba, ambos com um ponto, disputaram a última vaga. Na última rodada, o Red Bull Brasil venceu e contou com a derrota do Avaí para assumir a liderança do grupo.
No Grupo D, houve um equilíbrio maior entre Atlético Goianiense, América Mineiro e Ponte Preta. O clube de Goiânia abriu seis pontos, enquanto América e Ponte Preta tinham três. A Ponte Preta precisava vencer o Criciúma, que já estava eliminado na última rodada, e torcer por uma não vitória do América contra o Atlético, ou por uma vitória do clube mineiro com poucos gols de diferença. O clube, no entanto, empatou com o Criciúma, enquanto o América venceu o Atlético, classificando esses dois últimos.
O contexto mais diferenciado ocorreu no grupo A, onde os times trocaram pontos entre si, resultando no Goiás em primeiro lugar, Paraná em segundo, com Votoraty e Seleção de Votorantim eliminados, completando o grupo. Todos os times tiveram um ponto a mais do que o adversário na posição abaixo.

## Fases finais
No estádio Domênico Metidieri, em 22 de janeiro, os oito clubes classificados se enfrentaram em quatro jogos eliminatórios das quartas de final. O primeiro embate foi entre Atlético Goianiense e Santos, que protagonizaram uma partida equilibrada, culminando na vitória do Atlético por 3 a 2. Em outro confronto marcado pelo equilíbrio, o Reds Vinhedo superou o América Mineiro nos pênaltis. Por sua vez, Avaí e Red Bull Brasil asseguraram suas passagens para a próxima fase ao vencerem seus adversários com uma vantagem de dois gols. O Avaí eliminou o Goiás por 3 a 1, enquanto o Red Bull Brasil despachou o Paraná pelo placar de 2 a 0.
Dois dias após as quartas de final, os quatro clubes restantes se enfrentaram nas semifinais, no mesmo estádio. O Avaí foi o primeiro time a assegurar sua vaga na final. No jogo, o Atlético teve uma oportunidade promissora de marcar logo nos primeiros minutos, mas o chute acertou a trave. Os gols só aconteceram nos minutos finais do segundo tempo, quando o Atlético assumiu a liderança no placar, mas o Avaí empatou logo em seguida. Isso levou a decisão para os pênaltis, onde o clube catarinense saiu vitorioso por 4 a 2. Mais tarde, o Red Bull Brasil também avançou ao vencer seu jogo por 2 a 0, com gols marcados nos minutos finais de cada tempo.
No dia 26 de janeiro, Avaí e Red Bull Brasil disputaram a final da Copa Votorantim de 2020 no estádio Domênico Metidieri. O jogo foi disputado e os gols do Avaí saíram apenas no segundo tempo. Cardoso marcou aos dez minutos, e Godinho aos 32, garantindo assim o bicampeonato do clube catarinense, que defendeu seu título vencido na edição anterior.
|  | Quartas de final    | Quartas de final    |              |       | Semifinais | Semifinais |  |  | Final | Final |
|  |                     |                     |              |       |            |            |  |  |       |       |
|  |                     |                     |              |       |            |            |  |  |       |       |
|  |                     |                     |              |       |            |            |  |  |       |       |
|  | Goiás               | 1                   |              |       |            |            |  |  |       |       |
|  | Goiás               | 1                   |              |       |            |            |  |  |       |       |
|  | Avaí                | 3                   |              |       |            |            |  |  |       |       |
|  | Avaí                | 3                   | Avaí (p.)    | 1 (4) |            |            |  |  |       |       |
|  |                     |                     | Avaí (p.)    | 1 (4) |            |            |  |  |       |       |
|  |                     | Atlético Goianiense | 1 (2)        |       |            |            |  |  |       |       |
|  | Atlético Goianiense | Atlético Goianiense | 1 (2)        | 3     |            |            |  |  |       |       |
|  | Atlético Goianiense |                     |              | 3     |            |            |  |  |       |       |
|  | Santos              | 2                   |              |       |            |            |  |  |       |       |
|  | Santos              | 2                   | Avaí         | 2     |            |            |  |  |       |       |
|  |                     |                     | Avaí         | 2     |            |            |  |  |       |       |
|  |                     | Red Bull Brasil     | 0            |       |            |            |  |  |       |       |
|  | Reds Vinhedo (p.)   | Red Bull Brasil     | 0            | 2 (3) |            |            |  |  |       |       |
|  | Reds Vinhedo (p.)   |                     |              | 2 (3) |            |            |  |  |       |       |
|  | América Mineiro     | 2 (1)               |              |       |            |            |  |  |       |       |
|  | América Mineiro     | 2 (1)               | Reds Vinhedo | 0     |            |            |  |  |       |       |
|  |                     |                     | Reds Vinhedo | 0     |            |            |  |  |       |       |
|  |                     | Red Bull Brasil     | 2            |       |            |            |  |  |       |       |
|  | Red Bull Brasil     | Red Bull Brasil     | 2            | 2     |            |            |  |  |       |       |
|  | Red Bull Brasil     |                     |              | 2     |            |            |  |  |       |       |
|  | Paraná              | 0                   |              |       |            |            |  |  |       |       |
|  | Paraná              | 0                   |              |       |            |            |  |  |       |       |

- As equipes classificadas estão em negrito.

### Gerais
- «Confira tabela e resultados da Copa Brasil de futebol infantil 2020». GloboEsporte.com. 16 de janeiro de 2020. Consultado em 30 de março de 2024. Cópia arquivada em 10 de dezembro de 2022
- «Página da Copa Votorantim de 2020». Prefeitura de Votorantim. Consultado em 30 de março de 2024. Cópia arquivada em 19 de dezembro de 2021
- «Boletim 04 - Classificação da Primeira Fase» (PDF). Prefeitura de Votorantim. Consultado em 30 de março de 2024. Cópia arquivada (PDF) em 19 de dezembro de 2021

### Específicas
1. ↑  «Avaí Bicampeão». Prefeitura de Votorantim. 27 de janeiro de 2020. Consultado em 19 de dezembro de 2021. Cópia arquivada em 19 de dezembro de 2021
2. ↑  Christian Rafael (19 de dezembro de 2019). «Com 16 clubes, Copa Brasil sub-15 define participantes da 25ª edição». GloboEsporte.com. Consultado em 31 de março de 2024. Cópia arquivada em 10 de dezembro de 2022
3. ↑  «Copa Votorantim de Futebol sub-15 define grupos da 25ª edição». Gazeta de Votorantim. 20 de dezembro de 2019. Consultado em 19 de dezembro de 2021. Cópia arquivada em 19 de dezembro de 2021
4. ↑  «Copa Votorantim de Futebol sub-15  define grupos da 25ª edição». Prefeitura de Votorantim. 19 de dezembro de 2019. Consultado em 31 de março de 2024. Cópia arquivada em 29 de novembro de 2020
5. ↑  «Copinha Sub-15 define semifinalistas». Cruzeiro do Sul 35344 ed. 22 de janeiro de 2020. p. 11. A Copa Votorantim de Futebol Sub-15 define hoje os classificados para as semifinas da competição. Goiás, Paraná, Reds Vinhedo, Santos, Red Bull Brasil, Avaí, Atlético-GO e América-MG lutam para estarem entre os quatro melhores clubes do torneio. Todos os confrontos serão no Estádio Domênico Paolo Metidieri.
6. 1 2  «RBB, Reds, Avaí e Atlético-GO disputam as semifinais amanhã». Cruzeiro do Sul 35345 ed. 23 de janeiro de 2020. p. 10. A Copa Votorantim de Futebol Sub-15 definiu ontem os semifinalistas da competição. Red Bull Brasil, Reds Vinhedo, Avaí e Atlético-GO seguem vivos na busca pelo título do torneio nacional. Os confrontos acontecem amanhã e o chaveamento ficou assim: Avaí e Atlético-GO, às 15h. Red Bull e Reds Vinhedo, às 16h30. Todos os jogos das semifinas serão disputados no Estádio Domênico Paolo Metidieri.
Para se garantir na semifinal, o Red Bull passou pelo Paraná, vencendo por 2 a 0. Os dois gols foram marcados no segundo tempo. O Reds Vinhedo passou para a próxima fase após bater o América-MG nos pênaltis por 3 a 1. No tempo normal, as equipes ficaram no empate [2 a 2]. O atual campeão, o Avaí, venceu o Goiás, de virada, por 3 a 1. Já o Atlético-GO bateu o Santos, por 3 a 2, em uma partida que foi marcada por muito equilíbrio.
7. ↑  «Avaí bate Atlético-GO nos pênaltis e vai à final da Copa Votorantim». DaBase. 25 de janeiro de 2020. Consultado em 30 de março de 2024. Cópia arquivada em 28 de novembro de 2020
8. ↑  «Red Bull Brasil vence Reds Vinhedo e está na final da Copa Votorantim». DaBase. 25 de janeiro de 2020. Consultado em 30 de março de 2024. Cópia arquivada em 28 de novembro de 2020
9. ↑  «Red Bull Brasil e Avaí decidem a Copa Votorantim». Cruzeiro do Sul. 26 de janeiro de 2020. Consultado em 19 de dezembro de 2021. Cópia arquivada em 19 de dezembro de 2021
10. ↑  «Avaí vence Red Bull Brasil e é bicampeão da Copa Votorantim». DaBase. 26 de janeiro de 2020. Consultado em 30 de março de 2024. Cópia arquivada em 28 de novembro de 2020
11. ↑  «Avaí vence RB Brasil e é bicampeão da Copa Brasil de futebol infantil». GloboEsporte.com. 26 de janeiro de 2020. Consultado em 30 de março de 2024. Cópia arquivada em 10 de dezembro de 2022
12. ↑  «Avaí é bicampeão da Copa Votorantim de Futebol de futebol Sub-15». Gazeta de Votorantim. 26 de janeiro de 2020. Consultado em 19 de dezembro de 2021. Cópia arquivada em 19 de dezembro de 2021